# Cromac, Haute-Vienne
Cromac (tiếng Occitan: Cròmac) là một xã của tỉnh Haute-Vienne, thuộc vùng Nouvelle-Aquitaine, miền trung nước Pháp.